# 齐岳山隧道
齐岳山隧道位于宜万铁路齐岳山站和关仓坪站之间，全长10,528米。
隧道穿越横亘于重庆万州与湖北恩施边界的齐岳山。其长度次于野三关隧道、堡镇隧道，为本线路的第三长隧。